# کنت اکرز (دلاویر)
کنت اکرز (به انگلیسی: Kent Acres) یک منطقهٔ مسکونی در ایالات متحده آمریکا است که در شهرستان کنت، دلاویر واقع شده‌است. کنت اکرز ۲٫۴ کیلومتر مربع مساحت و ۱٬۸۹۰ نفر جمعیت دارد و ۱۰٫۰۶ متر بالاتر از سطح دریا واقع شده‌است.